# M'dina Bus
 (août 2022).
M'dina Bus est un groupement d'entreprises privées chargé de la gestion du transport en autobus dans la ville de Casablanca au Maroc pendant 15 ans, de 2004 à 2019.
Le groupement était composé par la Caisse de dépôt et de gestion (34%), l'entreprise RATP Développement (20%) et la holding marocaine Transinvest (46%).

## Présentation

### Histoire

#### Lancement
M'dina Bus a été officiellement mis en service le 1er novembre 2004, déployant un réseau initial de 320 véhicules répartis sur 42 lignes à travers le Grand Casablanca. Parmi ces 320 bus, 110 appartenaient à la Régie Automne de Transport de Paris (RATP)[réf. nécessaire].
Le parc fut constitué de bus d'occasion ex-RATP, les autres étant des bus rénovés de l'ancienne Régie autonome de transport de Casablanca ainsi que des actionnaires Haddou et El Bahja. Le parc est composé de Volvo B7R à girouettes LED, de Irisbus/Hispano Eurorider 27A et de Renault R312 ex-RATP.
À la fin de 2004, le réseau est passé à 450 bus pour une soixantaine de lignes, puis 600 bus le 31 décembre 2005, pour atteindre 650 bus en 2012, faisant ainsi passer le nombre de lignes à 75 en 2009.
En 2014, le nombre de lignes est de 67. En 2018, il est officiellement de 75 (en comptant les lignes scolaires et interurbaines).
Quant au prix d'un voyage, il a été fixé dans le cahier des charges entre 2,40 dirhams et 4,00 dirhams en ville, et 4,50 dirhams entre la ville et la périphérie. Le réseau des autobus urbains transporte chaque jour 900 000 personnes, soit 14% des déplacements des casablancais.
De nos jours[Quand ?], le prix du transport est fixé à 5 dirhams en ville et 7 dirhams hors Casablanca.
Dès le 9 octobre 2014, les tarifs augmentent d'un dirham afin d'encourager les usagers à utiliser la carte M'dina Moov prépayée.

#### Rapport de la cour des comptes
Dans un rapport accablant publié en 2014, la Cour des Comptes critique violemment la gestion du transport par bus par M'Dina Bus et la commune de Casablanca. La cour révèle notamment que:
- 55 % des lignes prévues par le contrat de M'Dina Bus soit 79 lignes sur 164 lignes ne sont pas desservies ;
- Le cahier des charges ne prescrivait aucune fréquences minimale de passage et de délais limites de temps d’attente ;
- Le contrôle et le suivi de l’exécution des contrats sont quasiment inexistants bien qu’ils constituent une obligation légale pour la commune de Casablanca

#### Conflit avec le Conseil de la Ville
En juin 2015 le conseil de la ville met en demeure M'Dina Bus pour non-respect du cahier des charges
La flotte de M'Dina Bus ne dépasse pas les 600 bus alors qu'en vertu du contrat de délégation, 1200 bus devaient pourtant être en circulation depuis 2014.
Pour M'Dina Bus le non-respect de ses engagements est logique car les autorités de la métropole n’ont pas tenu leurs propres engagements. La société reproche aux autorités de ne pas appliquer la clause d’exclusivité mentionnée dans le contrat de gestion déléguée signée entre les deux parties.
Ainsi des concessionnaires dont les contrats de gestion déléguée ont pris fin depuis 2009, continuent de desservir les lignes exclusivement dédiées à M’dina bus. Par ailleurs, selon M'Dina Bus, l'autorité délégante avait obligation de créer des couloirs dédiés au bus, ce qui n'a pas été fait; or les engagements de M'Dina Bus seraient conditionnés à la réalisation des engagements de la ville.
En 2017, le président du conseil de la ville, Abdelaziz El Omari annonce que le contrat de M'dina Bus ne sera pas reconduit quand il prendra fin en 2019, vu qu'il a "failli à ses engagements".
M'dina Bus est mise sous séquestre par le conseil de la ville de Casablanca début octobre 2019. Alsa lui succède, pendant une phase transitoire qui durera jusqu'en janvier 2021.

### Liste des lignes
Ces lignes étaient les 75 desservies par M'dina Bus. Les 96 lignes restantes non exploitées ne sont pas présentes dans ce tableau.
| Ligne | Itinéraire                                                                                           | Exploitant                |
| ----- | --- | ------------------------- |
| 2     | Place de la ConcordeAvenue des Forces Armées Royales <> Sidi Moumen                                  | M'dina Bus                |
| 4     | Place Oued Makhazine Boulevard de Paris <> Mandarona                                                 | M'dina Bus                |
| 6     | Rue Abderrahman as-Sahraoui Place Nations Unies Tramway <> Boulevard Tah Mkansa                      | M'dina Bus                |
| 7     | Rue Abderrahman as-Sahraoui Place Nations unies Tramway <> Sidi Maârouf Ouled Hadou                  | M'dina Bus                |
| 9     | Boulevard Félix Houphouët Boigny Gare Casa-Port <> Morocco Mall <> Lot. Sekellia                     | M'dina Bus                |
| 9E    | Boulevard Félix Houphouët Boigny Gare Casa-Port<> Gare Ennassim                                      | M'dina Bus                |
| 10    | Boulevard Moulay Youssef <> Lahraouyine                                                              | M'dina Bus                |
| 11    | Parc Dawliz Avenue de Témara Corniche <> Salmia II - Mosquée                                         | M'dina Bus                |
| 14    | Boulevard Moulay Youssef <> Lissasfa Kasbat Al Amine                                                 | M'dina Bus                |
| 16    | Hay Mohammadi <> Dyar Lissasfa                                                                       | M'dina Bus                |
| 17    | Maârif <> Sidi Moumen                                                                                | M'dina Bus                |
| 18    | Aïn Sebâa Rue des Eucalyptus <> Bouchentouf Place d'El Kelâat Seraghna                               | M'dina Bus                |
| 19    | Rue Abderrahman as-Sahraoui Place Nations unies Tramway <> Riad el Oulfa III                         | M'dina Bus                |
| 20    | Gare Routière Ouled Ziane <> Riad el Oulfa                                                           | M'dina Bus                |
| 21    | Place Oued Makhazine Boulevard d'Anfa <> Al Khozama                                                  | M'dina Bus                |
| 22    | Rue Abderrahman as-Sahraoui Place Nations unies Tramway <> Mandarona                                 | M'dina Bus                |
| 23    | Avenue des Forces Armées Royales Bab Marrakech - Nations Unies Tramway <> Bernoussi - el Mansouria   | M'dina Bus                |
| 24    | Boulevard el-Fida <> Anassi                                                                          | M'dina Bus                |
| 25    | Rue Abderrahman as-Sahraoui Place Nations unies Tramway <> Bernoussi - El Mansouria                  | M'dina Bus                |
| 29    | Sidi Mâarouf Ouled Hadou <> Faculté - Route d'El Jadida                                              | M'dina Bus                |
| 32    | Bernoussi Boulevard Moutana Ibn Harita <> Faculté de Ben M'Sick                                      | M'dina Bus                |
| 32D   | Faculté de Ben M'Sick <> Mohammedia Boulevard de la Résistance - Boulevard Sebta                     | M'dina Bus                |
| 33    | Place de la Concorde Avenue des Forces Armées Royales <> Anassi                                      | M'dina Bus                |
| 35    | Rue Abderrahman as-Sahraoui Place Nations unies Tramway <> El Oulfa                                  | M'dina Bus                |
| 38    | El Hank <> Hay Falah                                                                                 | M'dina Bus                |
| 40    | Place Oued Makhazine Boulevard de Paris <> at-Tacharouk                                              | M'dina Bus                |
| 43    | Boulevard Moulay Youssef <> Doha                                                                     | M'dina Bus                |
| 44    | Hay Mohammadi <> Hay Cherifa, Mzabiyne                                                               | M'dina Bus                |
| 47    | Maârif <> Doha                                                                                       | M'dina Bus                |
| 49    | El Fida Place Sidi Mâarouf <> Faculté Route d'El Jadida                                              | M'dina Bus                |
| 50    | Place Oued Makhazine <> Hay Rahma                                                                    | M'dina Bus                |
| 53    | Bouchentouf Place d'El Kelâat Seraghna <> Sidi Maârouf Ouled Haddou                                  | M'dina Bus                |
| 56    | Mâarif Oliverie <> at-Tacharouk                                                                      | M'dina Bus, Chennaoui Bus |
| 59    | Rue Abderrahman as-Sahraoui Place Nations unies Tramway <> Sidi Maârouf Ouled Haddou                 | M'dina Bus                |
| 60    | Boulevard Moulay Youssef <> Sbata Hay Jamila V                                                       | M'dina Bus                |
| 63    | Hay Hassani - Sid El Khadir <> Salmia IIvia Boulevard el Qods                                        | M'dina Bus                |
| 64    | Sbata Hay Jamila - Lycée Oued ed-Dahab <> Bernoussi Boulevard Abbas El Ghaddaoui                     | M'dina Bus                |
| 65    | Bernoussi Boulevard Abbas El Ghaddaoui <> Salmia II                                                  | M'dina Bus                |
| 67    | Boulevard Moulay Youssef <> Sbata Hay Jamila - Lycée Oued ed-Dahab                                   | M'dina Bus                |
| 72    | Hay Hassani - Sid El Khadir <> Salmia IIvia Boulevard el Joulane                                     | M'dina Bus                |
| 75    | Les Hôpitaux Wafasalaf-Tramway <> Assalam - Ahl Loghlam                                              | M'dina Bus                |
| 81    | Place Wadi Makhazen Boulevard de Paris <> Hay el Houda - Centre de formation professionnelle ISTA-IE | M'dina Bus                |
| 82    | Place de la Concorde Avenue des Forces Armées Royales <> Anassi Sakani Azhar                         | M'dina Bus                |
| 84    | Boulevard Félix Houphouët Boigny Gare Casa-Port <> Oulfa Al Farah Dar Essalam                        | M'dina Bus                |
| 86    | Bouchentouf Place d'El Kelâat Seraghna <> Sakani Azhar                                               | M'dina Bus                |
| 87    | Les Hôpitaux Tramway <> Hôpital Mohamed-V (Hay Mohammadi)                                            | M'dina Bus                |
| 90    | Bernoussi Boulevard Abbas El Ghaddaoui <> Maârif                                                     | M'dina Bus                |
| 95    | at-Tacharouk <> Sidi Mâarouf Ouled Hadou                                                             | M'dina Bus                |
| 97    | Mâarif <> Anassi                                                                                     | M'dina Bus                |
| 97B   | Lissasfa <> Faculté Ben M'Sick                                                                       | M'dina Bus                |
| 100   | Mâarif <> Ouled Ahmed                                                                                | M'dina Bus                |
| 106   | Bouchentouf Place D'El Kelâat Seraghna <> Bouskoura Ouled Saleh                                      | M'dina Bus                |
| 107   | at-Tacharouk <> Lissasfa                                                                             | M'dina Bus                |
| 109   | Gare Routière Ouled Ziane <> Résidence Zoubir (Oulfa)                                                | M'dina Bus                |
| 126   | Bernoussi Boulevard Abi Der al-Ghaffari <> Ain Harrouda-Nord                                         | M'dina Bus                |
| 128   | Sbata Hay Jamila V <> Deroua <> Zaouiat Nouaceur                                                     | M'dina Bus                |
| 139   | Boulevard Moulay Youssef <> Marjane Ain Sebaa                                                        | M'dina Bus                |
| 143   | El Oulfa Ferrara <> at-Tacharouk                                                                     | M'dina Bus, Chennaoui Bus |
| 144   | Val d'Anfa Boulevard Kennedy<> Gare Ennassim                                                         | M'dina Bus                |
| 150   | Hay Hassani <> Zone Industrielle - Moulay Thami                                                      | M'dina Bus                |
| 169   | Anassi Hay Assalam II <> Bernoussi Boulevard Abi Der al-Ghaffari                                     | M'dina Bus                |
| 200   | Les Hôpitaux Wafasalaf-Tramway <> Bouskoura                                                          | M'dina Bus                |
| 300   | Place de la Victoire <> Mediouna - Majjatia Ouled Taleb                                              | M'dina Bus                |
| 601   | Hay Hassani - Sid El Khadir <> Dar Bouazza - Fouala                                                  | M'dina Bus                |
| 800   | Bernoussi Boulevard Abi Der al-Ghaffari <> Faculté des Sciences Techniques Hassan II de Mohammedia   | M'dina Bus                |
| 900   | Gare de Casa-Port <> Mohammedia Hay ar-Rachidia                                                      | M'dina Bus                |
| 904   | Faculté de Lettres de Mohammedia <> Caserne Moulay Youssef                                           | M'dina Bus                |
| 915   | Bernoussi Boulevard Abi Der al-Ghaffari <> Faculté des Sciences Techniques Hassan II de Mohammedia   | M'dina Bus                |
| 920   | Place de la Concorde Avenue des Forces Armées Royales <> Sidi Hajjaj - Oued Hassar                   | M'dina Bus                |

Service urbain de Mohammédia
| Ligne | Tracé                                    | Exploitant |
| ----- | ---------------------------------------- | ---------- |
| M01   | Port de Mohammedia <> Mohammedia - Nahda | M'dina Bus |
| M05   | Gare de Mohammedia <> Aïn Tecki          | M'dina Bus |

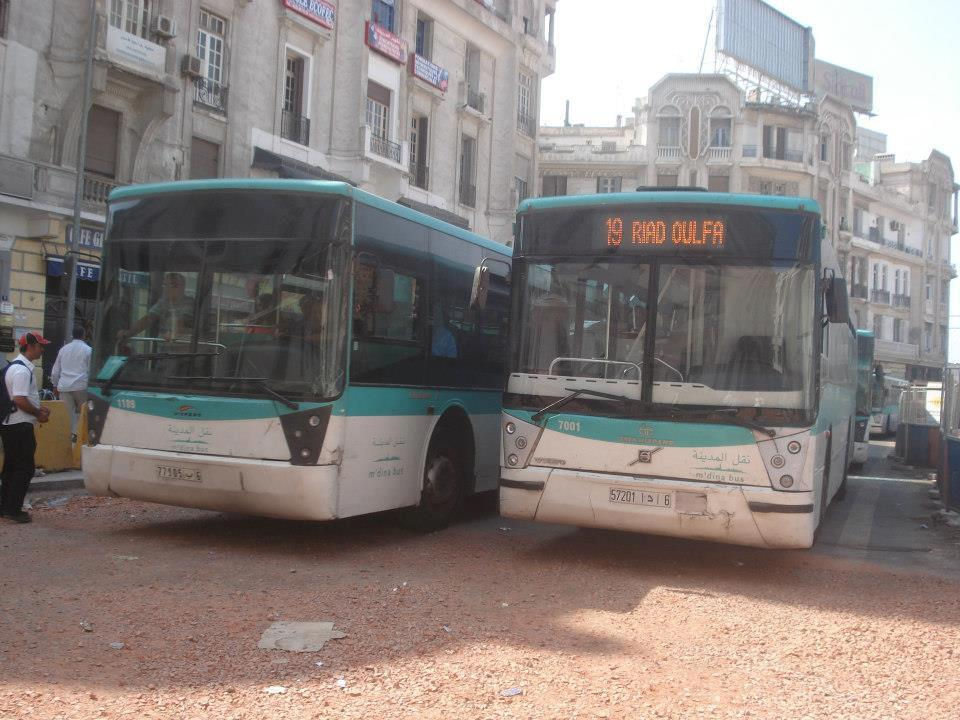
Un bus de la ligne 7 et un bus de la ligne 19 à la Place Maréchal en pleins travaux.
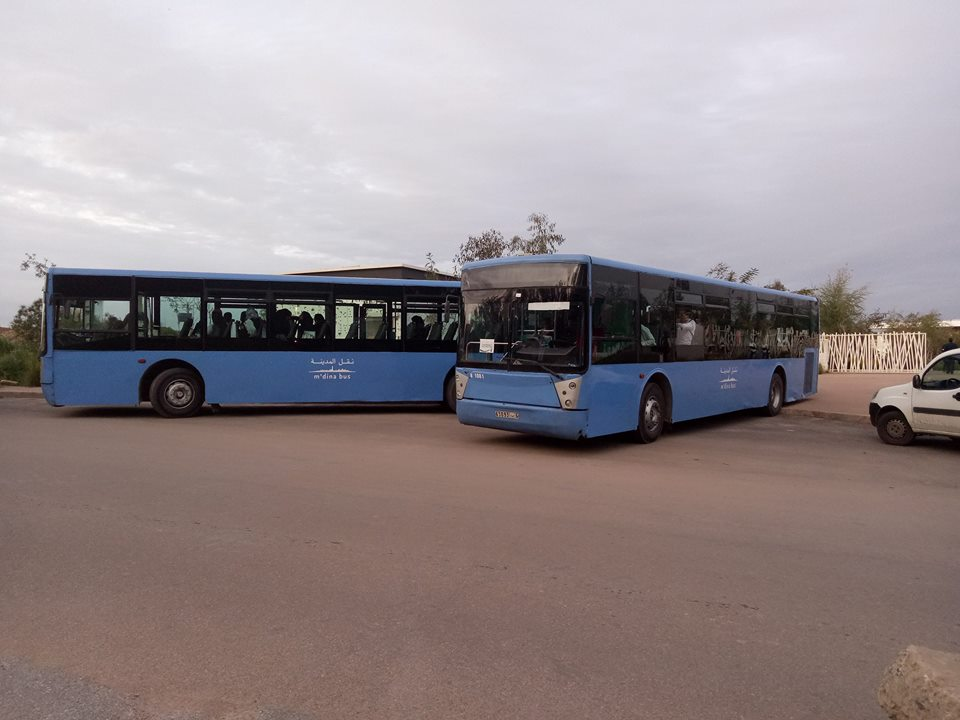
Deux autobus de M'dina Bus.
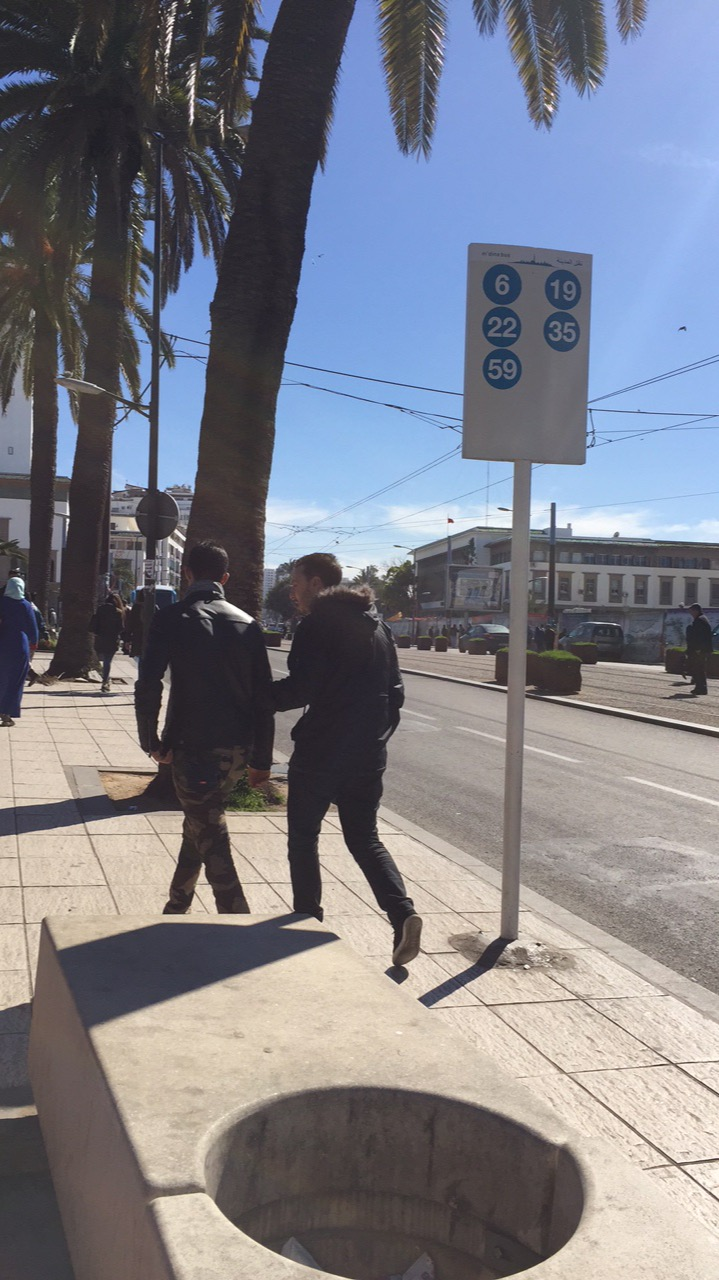
Un poteau d'arrêt de M'dina Bus, boulevard Hassan II.

### Actionnariat
Lors de sa création en 2004, le capital de M'dina Bus se composait de trois participations  
- 60% détenu par Transinvest, un groupement constitué de El Bahja Bus et Haddou Bus
- 20% détenu par Finance COM, holding personnel du milliardaire Othman Benjelloun
- 20% détenu par le transporteur français RATP.

Le 9 novembre 2009, la Caisse de dépôt et de gestion (CDG) s'offre 34 % dans le capital du concessionnaire du transport urbain casablancais en acquérant  la part de Finance Com et 14 % de la part détenue par Transinvest.
Ainsi, la répartition du capital est devenue comme suit :
| Actionnaire | Secteur d'activité              | Nationalité | %  |
| ----------- | ------------------------------- | ----------- | -- |
| Transinvest | Transport en commun             | Maroc       | 46 |
| CDG         | Institution financière publique | Maroc       | 34 |
| RATP        | Transport en commun             | France      | 20 |

### Évolution du capital
Depuis sa création en novembre 2004, M'dina Bus a connu plusieurs troubles financiers, le faible capital avec lequel l'entreprise a démarré en est une cause majeure.
En effet, les faibles sommes injectées par les associés au début, 100 millions de MAD au total, étaient considérablement insuffisantes pour se lancer dans des investissements d'acquisition ou de rénovation du parc d'autobus, chose qui a poussé l'entreprise à partir de 2008 d'augmenter son capital social pour faire face aux problèmes de gestion du transport urbain dans la ville.

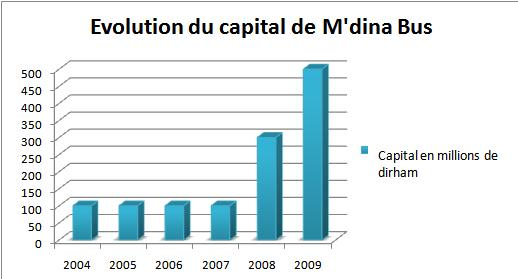
Évolution du capital de l'entreprise depuis sa création en 2004